# Ratpenat d'esquena nua de les illes Salomó
El ratpenat d'esquena nua de les illes Salomó (Dobsonia inermis) és una espècie de ratpenat endèmica de Salomó. També se n'han localitzat exemplars a illes veïnes, especialment a Papua Nova Guinea (sobretot a Bougainville, Buka i probablement a Nissan). Habita entre el nivell del mar i els 1.000 metres d'altitud.
Es tracta d'una espècie de ratpenat força estesa, que acostuma a habitar coves de mida mitjana o fins i tot grans, per bé que alguns individus es poden trobar en avencs de roca. Tot i que la població de l'illa de Buka l'acostuma a caçar per elaborar collarets de núvia amb les seves dents, es considera que no es tracta d'una espècie amenaçada d'extinció en tant que la població és nombrosa (i no s'espera que disminueixi dràsticament), tolerant als canvis d'hàbitat i distribuïda en un espai vast.